# لاسلو أراني
لاسلو أراني (بالمجرية: Arany László)‏ هو مدرب كرة قدم ولاعب كرة قدم مجري في مركز الوسط، ولد في 9 مارس 1971 في تاتابانيا في المجر. لعب مع زالايغيرزيغي تورنا إغيليت ونادي بودابست هونفيد ونادي دبرتسني ونادي فيرينتسفاروشي.